# Ronald Guerrero
Alias Ronald Guerrero (Aguachica, Cesar, 29 de agosto de 1980) es un exguerrillero colombiano de las Fuerzas Armadas Revolucionarias de Colombia - Ejército del Pueblo (FARC-EP).

## Biografía
Sus padres eran miembros del Partido Comunista y de la Unión Patriótica, tuvieron dos hijos un hombre y una mujer, criándolos en Cartagena. Desde niño fue inscrito en los pioneros, alrededor de los 5 o 6 años, organización de niños liderada por la Juventud Comunista (JUCO). Luego entró a la JUCO y desde allí en agosto de 1996 ingresa a las FARC-EP. Milito en el Frente 37 de las FARC-EP, donde coincidió con su madre Elisa Castro, quien se había unido también a las FARC-EP.
Pierde su mano cuando estaba trabajando con los explosivos de unas minas antipersonales, fabricadas por la guerrilla.
Estuvo en la Operación Sodoma, en el bombardeo en que murió el Mono Jojoy en 2010.